# وائل شلبي
وائل شلبي (15 سبتمبر 1965 - 1 يناير 2017) مستشار وقاضٍ مصري.

## عن حياته
ولد في يوم 15 سبتمبر 1965 ولقد حصل على ليسانس الحقوق من جامعة طنطا عام 1990، ودبلوم العلوم الجنائية عام 1994، ودبلوم القانون العام سنة 1995.

## الحياه المهنية
شغل شلبي العديد من المناصب القيادية فقد تولى منصب نائب رئيس مجلس الدولة وأمين عام مساعد للشؤون المالية والإدارية للعلاقات الخارجية، وتدرج في وظائف قضائية بهيئة مفوضي الدولة، والقضاء الإداري.

## مهام تقلدها
انتدب شلبي أمينا عاما لمجلس الدولة في يوم 25 مايو 2015، وتسلم منصبه يوم 1 يوليو 2015، كما شغل أيضًا منصب المتحدث الرسمي باسم مجلس الدولة وأثار تعيينه في منصب الأمين العام لمجلس الدولة تحفظات المستشارين بسبب صغر سنه، باعتبار أن المنصب يحتاج لعامل الأقدمية والخبرة ووفق الصحف المصرية، فقد كان شلبى منتدبا إلى أكثر من عشر جهات حكومية، فكان المستشار القانوني لمحافظ الشرقية، والمستشار القانوني لجامعة المنوفية، وكان عضو مجلس إدارة شركة الاتصالات ممثلًا عن مجلس الدولة، وعضو مجلس إدارة جهاز حماية المستهلك ممثلًا عن مجلس الدولة، وعددا من الجهات الأخرى وتحكم شلبى في اللجان الضريبية ومجالس التأديب التي يشارك فيها، إضافة إلى كونه المتحكم في حركة الانتدابات والإعارات للمستشارين داخل المجلس.

## قضية الفساد
تفجرت قضية شلبي بعد أن قامت الرقابة الإدارية بتوقيفه في الساعات الأولى من يوم 1 يناير 2017 وتنفيذا للإذن الصادر بهذا الشأن من نيابة أمن الدولة العليا، وذلك على خلفية اتهامات تتعلق بتورطه في قضية فساد كبرى، ليقدم استقالته من منصب الأمين العام لمجلس الدولة وقبلت استقالة شلبي من منصبه، وفق ما أعلن مجلس الدولة في بيان إثر اجتماع عاجل للمجلس الخاص للشؤون الإدارية وجاءت تلك التطورات بعد أن ضبطت الرقابة الإدارية مدير المشتريات بالمجلس جمال اللبان ووجدت في منزله مبالغ ضخمة هي 24 مليون جنيه مصري، وأربعة ملايين دولار أميركي، ومليونا يورو، وفق ما نشرت الصحف المصرية وبينما أكد المجلس في بيانه أنه «لا يتستر على أي فساد أو فعل يشكل مخالفة للقانون أيا كان من ارتكبه» كشف مسؤول في النيابة -رفض ذكر اسمه- أن شلبي قد يكون متورطا في قضية الفساد، إذ أنه «لا يمكن إبرام أي تعاقدات أو مشتريات في المجلس إلا بموافقة الأمين العام للمجلس» ووفق هذا المسؤول، فقد أظهر تفريغ المكالمات الهاتفية لجمال اللبان تورط شلبي في كثير من المسائل والمشاريع التي يتناولها التحقيق في قضية الفساد وعلى إثر ذلك، قرر مجلس الدولة -كما جاء في بيانه- تشكيل لجنة «لفحص كافة المستندات الخاصة بجميع العقود التي أبرمها مجلس الدولة خلال الخمس سنوات الماضية للوقوف على مدى مطابقتها للقانون» ودخل رئيس الجمهورية عبد الفتاح السيسي على الخط، وشدد في خطاب متلفز أثناء افتتاحه مشاريع في مدينة بورسعيد الساحلية على أن لا أحد في مصر فوق المحاسبة.

## الوفاة
أكدت وكالة أنباء الشرق الأوسط الرسمية أنه في يوم 1 يناير 2017 أقدم شلبي الانتحار داخل زنزانته، غير أن كثيرين شككوا في قصة انتحاره. علما بأن شلبي كان مطلعا على ملفات فساد كثيرة.